# Abrahams Schoß

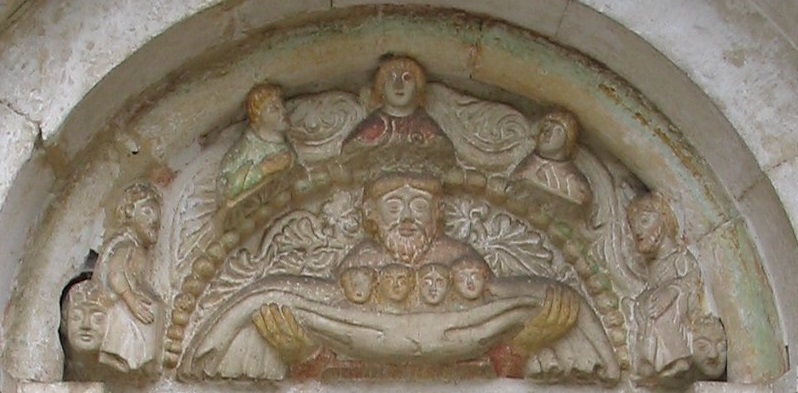
Abrahams Schoß. Portalrelief von St. Ulrich (Ainau)

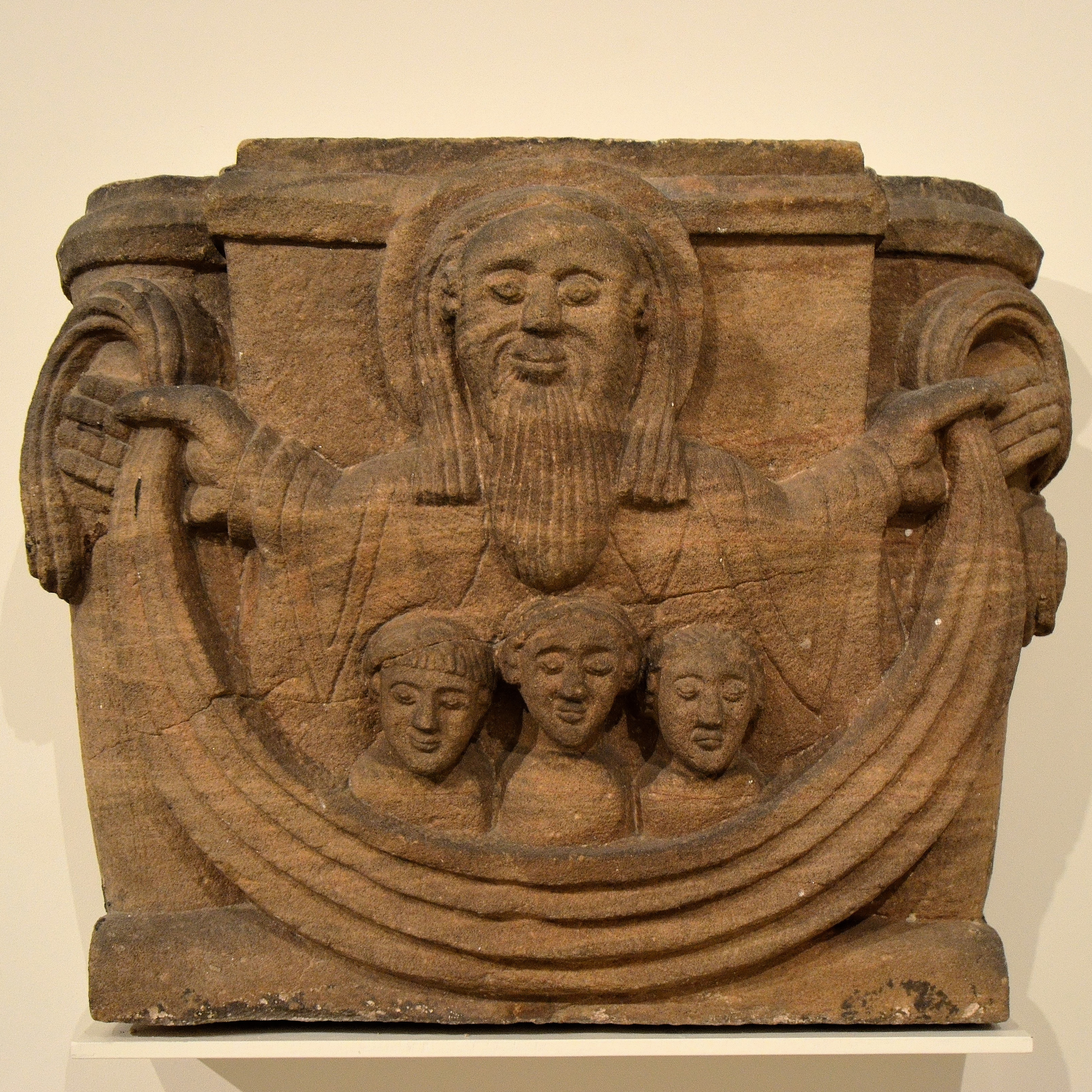
Kapitell aus dem Kloster Alspach (Elsass): Die Gerechten in Abrahams Schoß, heute Colmar, Dominikanerkirche

Die umgangssprachliche Redewendung Abrahams Schoß – so sicher wie in Abrahams Schoß – hat ihren Ursprung in dem Gleichnis vom reichen Mann und vom armen Lazarus, in dem der Arme bei seinem Tod von Engeln in Abrahams Schoß getragen wird, während der egoistische Reiche in der Hölle landet (Lk 16,22–23 ).

## Herkunft und Bedeutung
Dahinter steht die jüdische Vorstellung, der Schoß sei ein Ort der Seligkeit (Reich Gottes) und der Mahlgemeinschaft mit Abraham, wobei man auf dem Ehrenplatz rechts neben Abraham zu sitzen kommt.
Verbreitet ist auch die Vorstellung des „Schoß Abrahams“ als Ort des Wartens, bevor der Messias den Verstorbenen die Pforte zum Himmel öffnet. Anders als im Fegefeuer ist dieses Warten jedoch friedvoll.
In der Kunst sind damit bildliche Darstellungen gemeint, die an die Wurzel Jesse (Jessebaum) erinnern.